# Petaling Jaya Stadium
Petaling Jaya Stadium – wielofunkcyjny stadion w Petaling Jaya, w Malezji. Został otwarty w 1996 roku. Jego pojemność wynosi 30 000 widzów.
Swoje spotkania rozgrywają na nim piłkarze klubu Felda United FC, był on także jedną z aren piłkarskich Mistrzostw Azji kobiet U-16 2007.
Na obiekcie odbyły się zawody rugby 7 na Igrzyskach Wspólnoty Narodów 1998, a także turnieje Kuala Lumpur Sevens wchodzące w skład IRB Sevens World Series, a następnie mistrzostw Azji.